# United 93 (film)
United 93 er en prisbelønnet amerikansk dokumentardrama fra 2006. Filmen er skrevet og instrueret af Paul Greengrass, og blev optaget ved Pinewood Studios i London.
Filmen omhandler hændelserne der fandt sted om bord på United Airlines' flynummer 93, som blev kapret i forbindelse med terrorangrebet den 11. september 2001.
Filmen har både vært nomineret til en Oscar og har bl.a. vundet BAFTA-prisen. Filmen prøver på en mest mulig virkelighedstro måde at fremstille det, som er blevet kendt som et historisk øjeblik om bord på det kaprede fly. Ifølge dem som lavede filmen, så er den skrevet i samarbejde med familierne til de afdøde passagerer.
United 93 havde premiere den 26. april 2006 på Tribeca-filmfestivalen i New York, en festival som blev etableret for at fejre New Yorks anmodning om et center for filmskabere, og for at bidrage til det langvarige projekt med at genopbygge Lower Manhattan. Mange familiemedlemmer til de døde mødte op til premieren for at vise deres støtte.

## Medvirkende

### United Airlines' Flynummer 93
- Christian Clemenson som Thomas E. Burnett, Jr. (kælenavn: Tom)
- David Alan Basche som Todd Beamer
- Peter Hermann som Jeremy Glick
- Cheyenne Jackson som Mark Bingham
- Daniel Sauli som Richard Guadagno

- Corey Johnson Louis J. Nacke, II
- Michael J.. Reynolds som Patrick Joseph Driscoll
- Richard Bekins som Wiliam Joseph Cashman
- Erich Redan som Christian Adams
- Susan Blommaert som Jane Folger
- Kaptajn Jason M. Dahl
- First Officer LeRoy Homer
- Trish Gates som Sandra Bradshaw (kælenavn: Sandy), stewardesse
- Polly Adams som Deborah Welsh (kælenavn: Debbie), stewardesse
- Starla Benford som Wanda Anita Green
- Nancy McDoniel som Lorraine G. Bay

### United 93 flykaprerne
- Khalid Abdalla som Ziad Jarrah, flykapringspilot
- Lewis Alsamari som Saeed al-Ghamdi, flykapringspilot
- Omar Berdouni som Ahmed al-Haznawi, flykaprer, gorilla
- Jamie Harding som Ahmed al-Nami, flykaprer, gorilla

### Federal Aviation Administration's (FAA) Kommandocenter Herndon
- Ben Sliney som sig selv, National Operations Manager
- Carol Bento
- Robert Serviss
- Matt Siebert Peter Wong

### Northeast Air Defense Sector (NEADS)
- Battle Commander[5][6] Oberst Robert Marr
- Mission Crew Commander/MCC[7]Major Kevin Nasypany
- Shawna Fox som Senior ID Tech (rollenavn: Staff Sgt. Shawna Fox)
- James Fox som Major James Fox (kælenavn: Foxy)
- Jeremy Powell som 1st Lt. Jeremy Powell
- Karen Kirkpatrick som Major Dawne Deskins